# Ringkamp (Berg)
Der Ringkamp ist ein 2153 m ü. A. hoher Berg in der Hochschwabgruppe im österreichischen Bundesland Steiermark.

## Lage und Umgebung
Der Ringkamp liegt im Ostteil der Hochschwabgruppe, sein Gipfel befindet sich rund drei Kilometer nordöstlich von dem des Hochschwabs. Im Süden und Südwesten, jenseits des kleinen Ochsenreichkars, ist der Berg von einem hochliegenden, teils mit Dolinen durchsetzten Gelände umgeben, aus dem einige kleinere, aber benannte Kuppen (Hutkogel 2035 m, Wetterkogel 2055 m, Rotgangkogel ca. 2090 m) emporragen. Südlich dieses Bereichs fällt das Gelände steil in das Hochtal Dullwitz ab. Im Westen bildet das breite Gschöderer Kar die Abgrenzung zwischen dem Ringkamp und der Nordostflanke des Hochschwabs (konkret der Eismauer mit dem Schiestlhaus). Nach Norden fällt der Ringkamp steil, aber ohne größere Felswände zum Tal der Salza ab, in einer Geländestufe auf rund 1350 m liegt hier die nicht mehr bewirtschaftete Edelbodenalm.
Vom Gipfel des Ringkamp zieht sich ein schroffer Felsrücken namens Höllkamp nach Ostnordnost, er stürzt nach Norden über den Graben Brunntal in die Höll (ein Seitental der Salza) ab. Östlich des Ringkamp rahmen die rund 500 m hohen Wände von Höllkamp, Ringkamp und Ringkarwand ein spektakuläres Hochtal namens Oberer Ring ein. Im Bereich der Ringkarwand beginnt die Aflenzer Staritzen, der langgestreckte östliche Ausläufer der Hochschwabgruppe.
Am Gipfel des Ringkamp treffen die Gemeindegrenzen von Mariazell, Turnau und Thörl aufeinander.

## Geologie und Geomorphologie
Die Hochschwabgruppe gehört zu den Nördlichen Kalkalpen, innerhalb von deren Ostteil (in der s.g. Mürzalpendecke, Teil des Juvavikums) die sogenannte „Pfaffingalm-Hochschwab-Schuppe“ das zentrale und tektonisch tiefste Bauelement darstellt. Sie umfasst das Kaiserschild-Massiv im Westen und setzt sich danach über das Gebiet nördlich und südlich des Leopoldsteiner See und über das ausgedehnte Karstplateau um die Sonnschienalm sowie über den Vorderen und Hinteren Polsters in den Hauptkamm der Hochschwab-Gruppe fort. Das dominante Gestein sind verschiedene Fazies des Wettersteinkalks, der stark verkarstet und somit zu den typischen Geländeformen der Hochschwabgruppe beiträgt.
Besagter Wettersteinkalk formt auch den Ringkamp, im Bereich der Edelbodenalm ist außerdem Kalk der sogenannten Temmelgraben-Formation aufgeschlossen. Die Edelbodenalm ist ein verbliebenes Beispiel einer Buckelweide, ein Geländerelief, das durch jahrhundertelange Beweidung in Verbindung mit Verkarstung entsteht. Die Buckel weisen eine Höhe von durchschittlich einem halben bis knapp einen Meter auf.
Im Oberen Ring identifizierten Wissenschaftler des Naturhistorisches Museum Wien bzw. der Universität Wien 2011 eine bis dahin noch nicht beschriebene Form von Karren (eine besondere Verwitterungsform des Kalksteins). Das in der Erstpublikation als Hummocky Karren (hummocky = „rippelig“) bezeichnete geologische Phänomen präsentiert sich als dichte Abfolge rundlicher Erhebungen im Gestein, deren Durchmesser im Schnitt etwa 5 cm und deren Höhe zwischen 0,3 und 2,0 cm beträgt. Was genau zur Entstehung dieser Karrenformation führt ist unbekannt, wichtige Faktoren sind jedenfalls über die Kalksteinfläche fließendes Wasser in Verbindung mit gewissen Eigenschaften des Erdbodens darüber.

## Wege
Der Nordalpenweg (hier streckengleich mit dem Europäischen Fernwanderweg E6) führt auf der Etappe Voisthaler Hütte – Sonnschienhütte südlich des Ringkamps vorbei, ebenso jener Weg, der von Osten über die Aflenzer Staritzen führt. Auf den Gipfel des Berges führt kein markierter Weg, er kann jedoch von Westen her leicht erstiegen werden. Aus Richtung Weichselboden im Norden kommend kann der Gipfel via Edelbodenalm erreicht werden. Geübten Bergwanderern mit Klettererfahrung steht ein Weg über die Südflanke des Oberen Rings offen.

Galerie
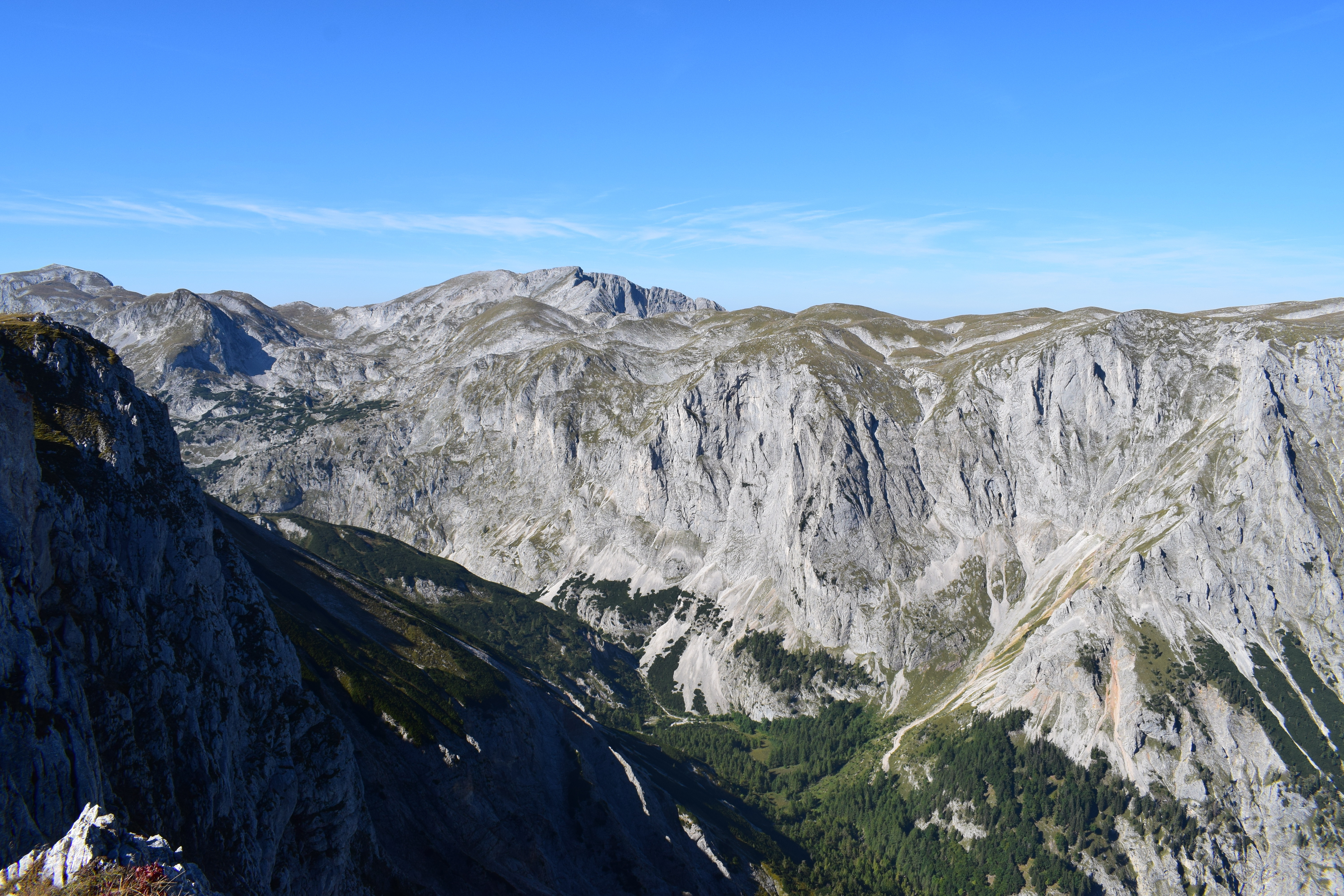
Blick vom Kampl (Nordseite der Mitteralm) nach Nordwesten über die Untere Dullwitz auf die Höllmauer, links dahinter der Ringkamp.
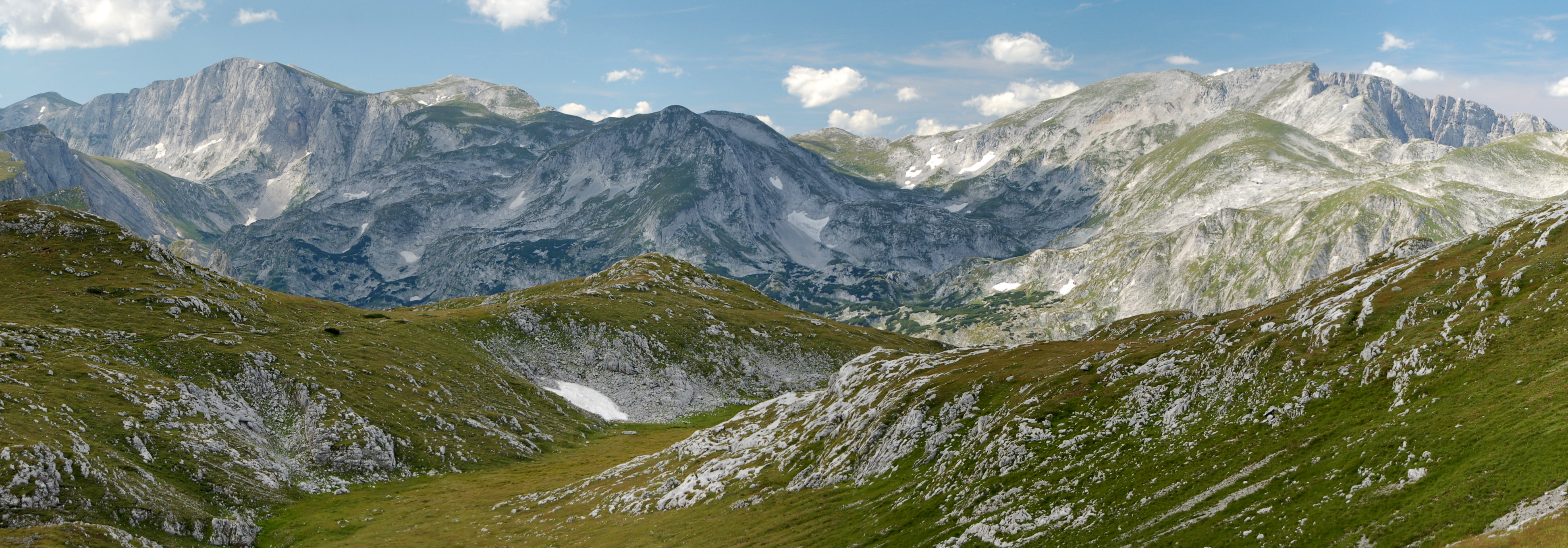
Panoramafoto von der westlichen Mitteralm nach Nordwesten, links der Hochschwab, rechts der Ringkamp.
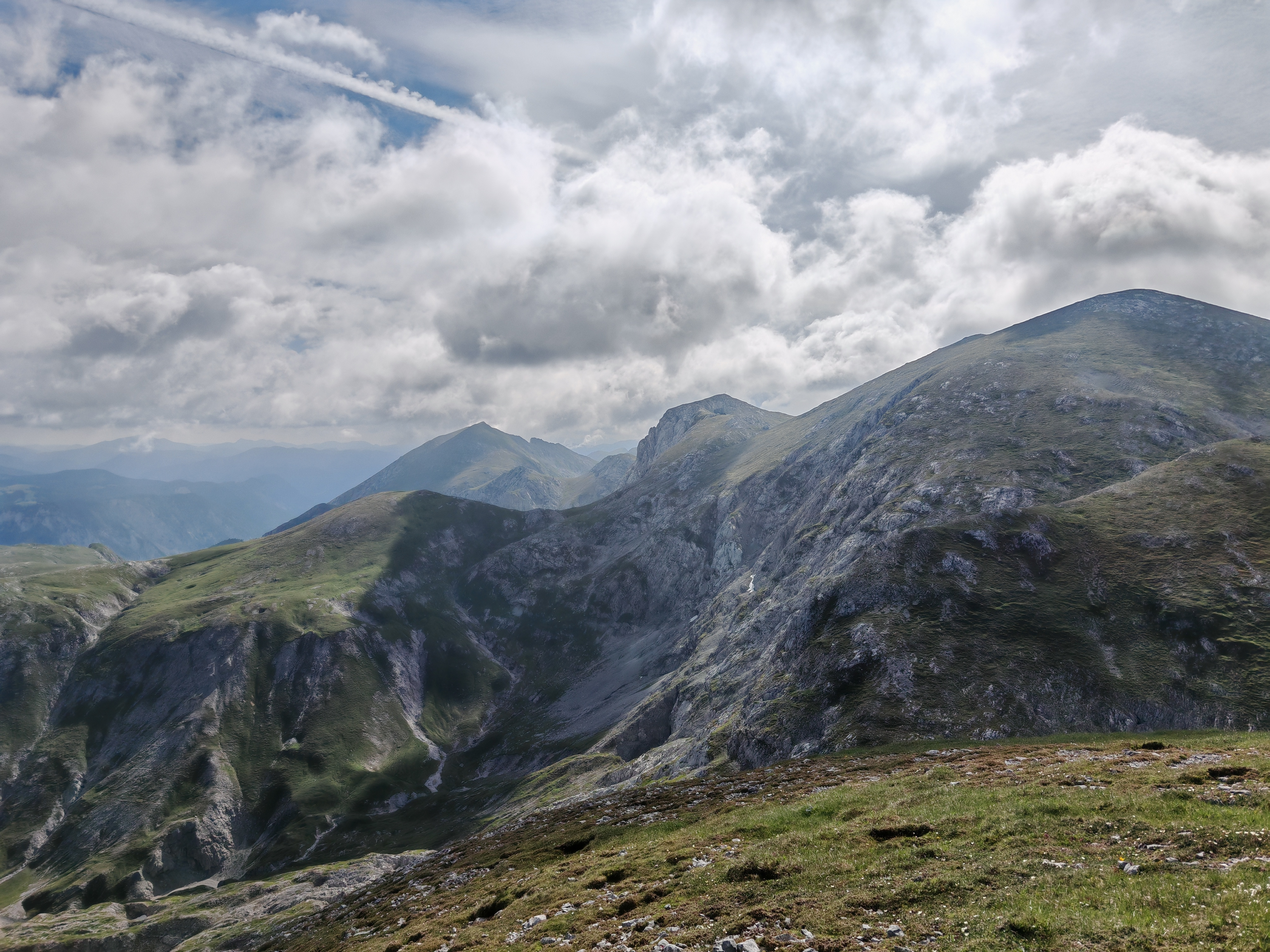
Blick von der Nordkante des Hochschwabplateaus nach Ostnordost, rechts Hochschwab mit Schiestlhaus, links dahinter der Ringkamp von Westen.